# Greg Merson
Gregory Merson (nascido em 8 de dezembro de 1987) é um jogador profissional de pôquer americano . Merson é mais conhecido como o vencedor do Evento Principal da World Series of Poker 2012 (WSOP). Durante o mesmo ano, ele também ganhou um bracelete WSOP no $ 10.000 Six Handed No-Limit Hold'em World Championship. Em grande parte como resultado destes dois campeonatos, ele foi o Jogador do Ano da WSOP de 2012. Ele é um profissional de pôquer online com shorthanded cash games .

## Série Mundial de Pôquer
A sua primeira World Series of Poker (WSOP) no dinheiro foi no Evento Principal da World Series of Poker de 2009, onde terminou em 639º lugar em um campo de 6.494 entradas para um pagamento de $ 21.365. Ele ganhou o seu primeiro bracelete no Campeonato Mundial de six-handed Texas Hold'em de $ 10.000, para 474 jogadores em 2012. A vitória estabeleceu o recorde do dia de pôquer mais curto da história da WSOP, quando foi estendida para um quarto dia e ele venceu na segunda mão do dia, segundo a ESPN . Outras fontes relatam que ele ganhou na primeira mão do Dia 4. No dia 3 do evento ele começou na 12ª colocação entre 27 competidores.
No WSOP 2012, Merson terminou no dinheiro em três eventos No Limit Hold 'em shorthanded (quatro a seis jogadores) antes do evento principal. Além do seu bracelete, ele terminou em 5º lugar no evento $ 2.500 four-handed com 750 pessoas, com um prêmio de $ 70.280 e em 21º lugar no evento $ 3.000 six-handed com 924 pessoas, com um prêmio de $ 16.850.
Quando os blinds estavam em 10.000/20.000 com um ante de 3.000 no início do Evento Principal de 2012, Merson estava com 50.000 fichas, o que significa que ele quase teve que se contentar com um pagamento de $ 52.718 e um resultado aproximado em 150º lugar. No Dia 7, ele começou em 12º lugar entre os 27 participantes restantes, mas era o chip leader quando o field ficou reduzido a 12 jogadores. Ele terminou o dia em terceiro em fichas de nove. Como resultado, ele foi o líder na corrida de Jogador do Ano da WSOP de 2012, após o principal conjunto de eventos de Las Vegas. No entanto, após a World Series of Poker Europe de 2012, ele ficou atrás de alguns jogadores como Antonio Esfandiari e o líder Phil Hellmuth, mas continuou sendo o único jogador com chance de ultrapassar Hellmuth. Na madrugada de 30 de outubro, Merson se tornou um dos três a ir para o último dia do Main Event do WSOP 2012, ao lado de Jesse Sylvia e Jacob Balsiger. Merson manteve uma grande liderança em fichas no último dia, com mais de 46 por cento das fichas em jogo entre os três finalistas. Merson prevaleceu como campeão do Main Event do WSOP 2012 (o primeiro jogador a fazê-lo depois de ter ganhado outro bracelete de ouro no início daquela WSOP desde Chris Ferguson em 2000 ), derrotando Jesse Sylvia em uma batalha heads-up. Com esta vitória, Greg Merson acabou ganhando o prêmio de Jogador do Ano da WSOP 2012.
| Ano  | Dinheiro | Mesas Finais | Pulseiras |
| ---- | -------- | ------------ | --------- |
| 2009 | 1        | 0            | 0         |
| 2011 | 1        | 0            | 0         |
| 2012 | 4        | 2            | 2         |
| 2013 | 1        | 0            | 0         |
| 2014 | 3        | 0            | 0         |
| 2015 | 4        | 2            | 0         |
| 2016 | 2        | 0            | 0         |
| 2018 | 4        | 0            | 0         |

| Ano  | Torneio                                         | Prêmio (US$)  |
| ---- | ----------------------------------------------- | ------------- |
| 2012 | $10.000 No Limit Texas Hold'em - Six Handed     | US$ 1.136.197 |
| 2012 | Evento Principal No Limit Hold'em de US$ 10.000 | US$ 8.531.853 |

## Outros eventos
Antes de ganhar o bracelete em 2012, o seu maior pagamento em qualquer torneio veio quando ele possuía uma participação de 5% em um jogador que teve sucesso no PokerStars Caribbean Adventure, ganhando $ 75.000. Merson também jogou online no PokerStars e no Full Tilt Poker sob o nome gregy20723. O seu melhor resultado pessoal num torneio foi um 2º lugar no evento PokerStars Sunday Second Chance para 1.564 pessoas, $200 + $15, em 25 de julho de 2010, onde ganhou $40.664. Em agosto de 2014, os ganhos de Merson em torneios ao vivo ultrapassavam US$ 10.900.000.

## Pessoal
Merson começou a jogar pôquer com amigos da vizinhança em 2003. Ele frequentou a Universidade de Maryland por dois semestres e meio antes de abandonar o curso para jogar pôquer. No início, ele não obteve sucesso, então frequentou a faculdade comunitária . Ele finalmente tentou novamente e se tornou um especialista em cash games short-handed de sucesso. Ele residiu em Laurel, Maryland até a Black Friday, quando estabeleceu residência em Toronto . Ele também morou brevemente em Atlantic City, Nova Jersey . O nome da mãe dele é Donna e ele tem um irmão.
Merson superou o vício em maconha e cocaína antes de vencer a World Series of Poker. Ele disse ao autor Paul Stenning : "Quando eu tinha 17 anos, fiquei viciado em drogas. Perdi quase 13 quilos em cinco meses devido ao uso de cocaína durante o meu primeiro ano de faculdade." Merson internou-se na reabilitação em 8 de agosto de 2007. Ele ficou sóbrio por três anos e meio, mas voltou a usar depois disso. De acordo com Merson, ele só ficou oficialmente sóbrio para sempre em 10 de dezembro de 2011.